# Symfonie nr. 1 (Gade)
Niels Gade voltooide zijn Symfonie nr. 1 in 1842.
Gade schreef deze Deense symfonie om een uitvoering te krijgen door de Concertvereniging van Kopenhagen (Musikforeningen), die in 1836 was opgericht. Echter, een uitvoering door dat gezelschap bleef achterwege. De symfonie verhuisde naar Leipzig. Felix Mendelssohn Bartholdy en zijn Gewandhausorchester waren zeer gecharmeerd van Gades opus 1 Efterklange af Ossian. Mendelssohn ontving de partituur en al tijdens de repetities van het werk schreef hij Gade, dat ook zijn eerste symfonie hem kon bekoren. Na een maand repeteren kwam het werk dan officieel op de lessenaar toen op 2 maart 1843 de eerste uitvoering plaatsvond. Gade beleefde met dit werk zelf ook nog een première, op 26 oktober 1843 stond hij voor het eerst als dirigent voor een orkest (datzelfde Gewandhaus) en voerde daarbij zijn eerste symfonie uit, twee maanden later gevolgd door zijn tweede symfonie. Zijn periode in Leipzig bleek van korte duur; de Eerste Duits-Deense Oorlog brak uit in 1848. Eenmaal terug in Denemarken heeft hij het werk nooit uitgevoerd met het beoogde orkest van Kopenhagen.
Gade baseerde zijn eerste symfonie op zijn lied uit 1838 Paa Sjølunds fagre sletter (Van de vlakten van Seeland) . Hij gebruikte zijn eerder geschreven melodie in met name de delen 1 en 4. Het was wel even schrikken voor het publiek bij het begin van deel vier, waarbij de pauken een prominente rol hebben. De symfonie bestaat uit vier delen:
1. Moderato con moto – Allegro energico
2. Scherzo: Allegro risouta quasi presto
3. Andantino grazioso
4. Finale: Molto allegro ma con fuoco

Gade schreef zijn werk voor de traditionele bezetting:
- 1 piccolo, 2 dwarsfluiten, 2 hobo’s,  2 klarinetten, 2 fagotten
- 4 hoorns, 2 trompetten, 3 trombones, 1 tuba (of contrafagot)
- pauken
- violen, altviolen, celli, contrabassen

## Discografie
- Uitgave Chandos: Christopher Hogwood met het Deens Radio Symfonieorkest
- Uitgave Chandos: Dmitri Kitajenko met hetzelfde orkest
- Uitgave Naxos: Michel Schønwandt met het Copenhagen Collegium Musicum
- Uitgave BIS Records: Neeme Järvi met het Stockholm Sinfonietta